# Economia de Finlàndia

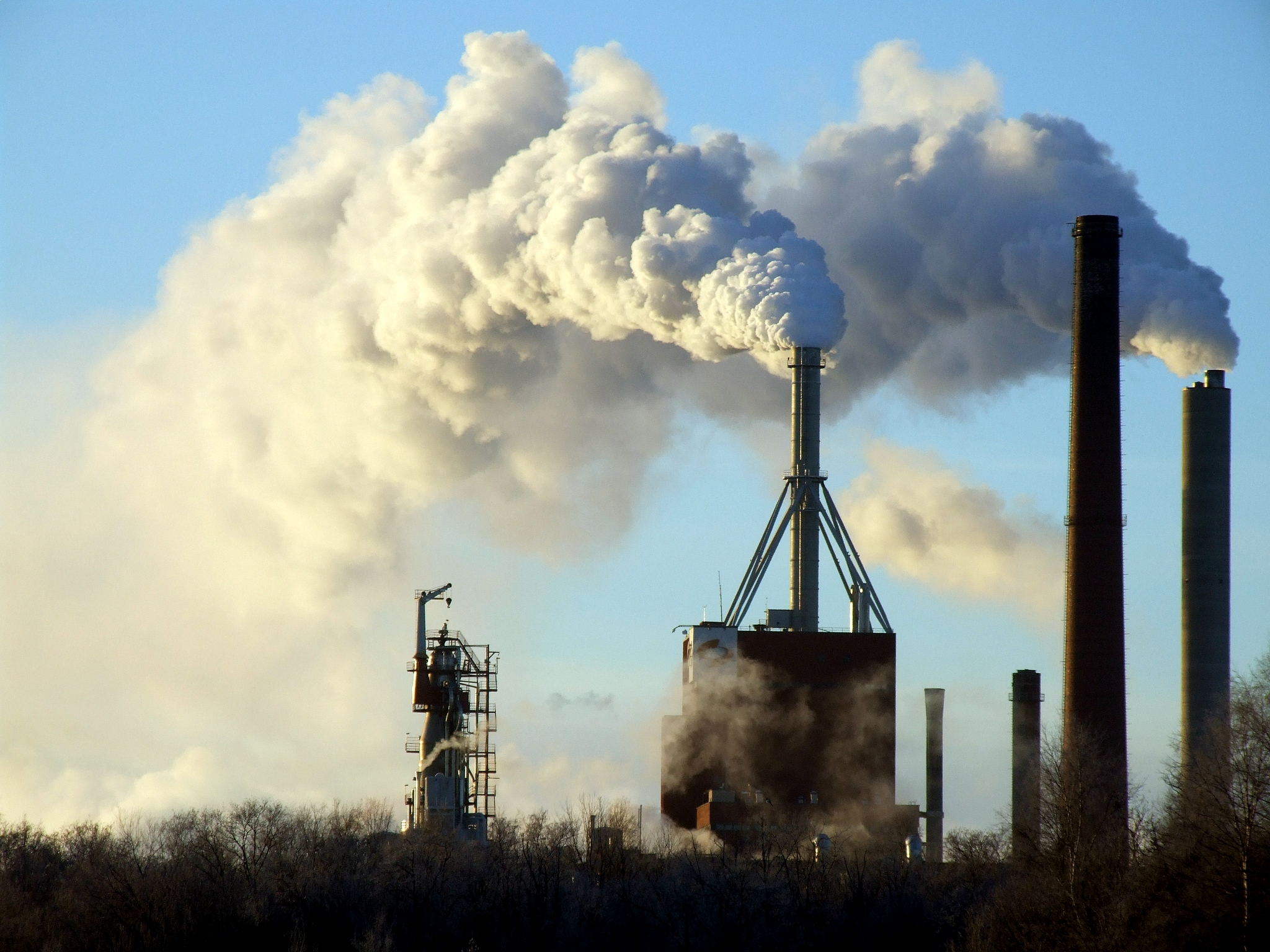
Fàbriques en Oulu.

L'economia de Finlàndia és una economia altament industrialitzada, basada en grans recursos forestals, alts nivells d'inversió de capitals i màxim desenvolupament tecnològic. Històricament el país és competitiu en el sector de manufactura - principalment indústries de fusta, metalls, enginyeria, telecomunicacions i electrònica. El comerç exterior també és important: en els últims anys les exportacions representen més d'1/3 del producte interior brut del país.
Tradicionalment, Finlàndia ha estat un importador net de capital per finançar el creixement industrial. Des de la dècada de 1980, la taxa de desenvolupament econòmic de Finlàndia ha estat una de les més altes dels països industrialitzats. Encara que aconsegueix resistir els primers anys de la crisi econòmica sorgida en 2008 finalment en 2013 comença la caiguda que s'accentua en principis del 2015.